# Surf (album)
Surf je studiové album projektu The Social Experiment a trumpetisty Nica Segala (v době vzniku alba vystupujícího pod pseudonymem Donnie Trumpet). Vyšlo v roce 2015 a dále se na něm podíleli Chance the Rapper, J. Cole, Noname, Erykah Badu, Jamila Woods a další. Původně bylo zveřejněno na serveru iTunes, kde si jej v prvním týdnu přehrálo 618 tisíc uživatelů. Albu se dostalo pozitivního přijetí od kritiky, například server Pitchfork Media jej zařadil na 21. místo žebříčku 50 nejlepších alb roku. Do stejného žebříčku, na 16. místo, jej zařadil také magazín Stereogum.

## Seznam skladeb
1. Miracle – 4:11
2. Slip Slide – 4:00
3. Warm Enough – 3:22
4. Nothing Came to Me – 3:30
5. Wanna Be Cool – 3:28
6. Windows – 3:57
7. Caretaker – 1:35
8. Just Wait – 3:47
9. Familiar – 3:54
10. SmthnthtIwnt – 1:51
11. Go – 4:22
12. Questions – 1:55
13. Something Came to Me – 3:11
14. Rememory – 2:34
15. Sunday Candy – 3:46
16. Pass the Vibes – 2:31